# وارنيان
وارنيان (بالإنجليزية: Varnian)‏ هي قرية تقع في قسم جلغة الريفي في إيران. يقدر عدد سكانها بـ 112 نسمة بحسب إحصاء 2016.